# Allen Kelley
Earl Allen Kelley (Dearing, 24 dicembre 1932 – Lawrence, 13 agosto 2016) è stato un cestista statunitense, attivo nella NCAA e nella AAU e campione olimpico nel 1960.

## Carriera
Dopo la carriera universitaria alla University of Kansas, venne selezionato dai Milwaukee Hawks al settimo giro del Draft NBA 1954 (53ª scelta assoluta). In seguito giocò nella AAU con i Peoria Caterpillars.

## Palmarès
- Campione NCAA (1952)
- Campione AAU (1960)